# 6 Heures de Silverstone 2014
Navigation
Édition précédente Édition suivante
Les 6 Heures de Silverstone 2014 sont la 27e édition de l'épreuve et ont été remportées le 20 avril 2014 par la No 8 du Toyota Racing pilotée par Anthony Davidson, Sébastien Buemi et Nicolas Lapierre. Malgré le mauvais temps, environ 43 000 spectateurs viennent assister à l’événement.

## Circuit
Les 6 Heures de Silverstone 2014 se déroulent sur le Circuit de Silverstone en Angleterre. Il est caractérisé par ses courbes rapides, comme l'enchaînement Maggots-Becketts-Chapel très sélectif, suivi d'une longue ligne droite jusqu'au virage Stowe. Ce site est ancré dans la compétition automobile; néanmoins il a connu plus de 10 modifications de son tracé, la dernière datant de 2010. Ce circuit est célèbre car il accueille la Formule 1, dont la première manche s'est déroulée sur ce circuit.

## Qualifications
Voici le classement officiel au terme des qualifications. Les premiers de chaque catégorie sont signalés par un fond jauni.
| Pos | Cat       | Équipe                     | Temps          | Grille |
| --- | --------- | -------------------------- | -------------- | ------ |
| 1   | LMP1-H    | no 7 Toyota Racing         | 1 min 42 s 774 | 1      |
| 2   | LMP1-H    | no 1 Audi Sport Team Joest | 1 min 42 s 779 | 2      |
| 3   | LMP1-H    | no 14 Porsche Team         | 1 min 43 s 087 | 3      |
| 4   | LMP1-H    | no 2 Audi Sport Team Joest | 1 min 43 s 137 | 4      |
| 5   | LMP1-H    | no 8 Toyota Racing         | 1 min 43 s 137 | 5      |
| 6   | LMP1-H    | no 20 Porsche Team         | 1 min 43 s 226 | 6      |
| 7   | LMP1-L    | no 13 Rebellion Racing     | 1 min 44 s 285 | 7      |
| 8   | LMP1-L    | no 12 Rebellion Racing     | 1 min 44 s 392 | 8      |
| 9   | LMP2      | no 26 G-Drive Racing       | 1 min 49 s 156 | 9      |
| 10  | LMP2      | no 47 KCMG                 | 1 min 49 s 439 | 10     |
| 11  | LMP2      | no 37 SMP Racing           | 1 min 51 s 326 | 11     |
| 12  | LMP2      | no 27 SMP Racing           | 1 min 51 s 514 | 12     |
| 13  | LMGTE Pro | no 51 AF Corse             | 1 min 59 s 125 | 13     |
| 14  | LMGTE Pro | no 91 Porsche Team Manthey | 1 min 59 s 380 | 14     |
| 15  | LMGTE Pro | no 92 Porsche Team Manthey | 1 min 59 s 717 | 15     |
| 16  | LMGTE Pro | no 71 AF Corse             | 1 min 59 s 841 | 16     |
| 17  | LMGTE Am  | no 81 AF Corse             | 1 min 59 s 932 | 17     |
| 18  | LMGTE Pro | no 97 Aston Martin Racing  | 1 min 59 s 954 | 18     |
| 19  | LMGTE Pro | no 52 RAM Racing           | 2 min 00 s 216 | 19     |
| 20  | LMGTE Am  | no 98 Aston Martin Racing  | 2 min 00 s 923 | 20     |
| 21  | LMGTE Am  | no 61 AF Corse             | 2 min 00 s 971 | 21     |
| 22  | LMGTE Am  | no 95 Aston Martin Racing  | 2 min 00 s 982 | 22     |
| 23  | LMGTE Pro | no 99 Aston Martin Racing  | 2 min 01 s 122 | 23     |
| 24  | LMGTE Am  | no 75 Prospeed Competition | 2 min 01 s 886 | 24     |
| 25  | LMGTE Am  | no 88 Proton Competition   | 2 min 01 s 917 | 25     |
| 26  | LMGTE Am  | no 53 RAM Racing           | 2 min 01 s 953 | 26     |
| 27  | LMGTE Am  | no 90 8Star Motorsports    | 2 min 01 s 982 | 27     |

## Résultats
Voici le classement officiel au terme de la course.
- Les premiers de chaque catégorie du championnat du monde sont signalés par un fond jaune.
- Pour la colonne Pneus, il faut passer le curseur au-dessus du modèle pour connaître le manufacturier de pneumatiques.

| Pos | Cat       | n° | Équipe                | Pilotes                                               | Châssis                          | Pneus | Tours |
| Pos | Cat       | n° | Équipe                | Pilotes                                               | Moteur                           | Pneus | Tours |
| --- | --------- | -- | --------------------- | ----------------------------------------------------- | -------------------------------- | ----- | ----- |
| 1   | LMP1-H    | 8  | Toyota Racing         | Anthony Davidson Sébastien Buemi Nicolas Lapierre     | Toyota TS040 Hybrid              | M     | 167   |
| 1   | LMP1-H    | 8  | Toyota Racing         | Anthony Davidson Sébastien Buemi Nicolas Lapierre     | Toyota 3,7 L V8                  | M     | 167   |
| 2   | LMP1-H    | 7  | Toyota Racing         | Alexander Wurz Stéphane Sarrazin Kazuki Nakajima      | Toyota TS040 Hybrid              | M     | 166   |
| 2   | LMP1-H    | 7  | Toyota Racing         | Alexander Wurz Stéphane Sarrazin Kazuki Nakajima      | Toyota 3,7 L V8                  | M     | 166   |
| 3   | LMP1-H    | 20 | Porsche Team          | Timo Bernhard Brendon Hartley Mark Webber             | Porsche 919 Hybrid               | M     | 165   |
| 3   | LMP1-H    | 20 | Porsche Team          | Timo Bernhard Brendon Hartley Mark Webber             | Porsche 2,0 L Turbo V4           | M     | 165   |
| 4   | LMP1-L    | 12 | Rebellion Racing      | Nicolas Prost Nick Heidfeld Mathias Beche             | Lola B12/60                      | M     | 159   |
| 4   | LMP1-L    | 12 | Rebellion Racing      | Nicolas Prost Nick Heidfeld Mathias Beche             | Toyota RV8KLM 3,4 L V8           | M     | 159   |
| 5   | LMP2      | 26 | G-Drive Racing        | Roman Rusinov Olivier Pla Julien Canal                | Morgan LMP2                      | D     | 154   |
| 5   | LMP2      | 26 | G-Drive Racing        | Roman Rusinov Olivier Pla Julien Canal                | Nissan VK45DE 4,5 L V8           | D     | 154   |
| 6   | LMP2      | 47 | KCMG                  | Matthew Howson Richard Bradley Tsugio Matsuda         | Oreca 03                         | D     | 152   |
| 6   | LMP2      | 47 | KCMG                  | Matthew Howson Richard Bradley Tsugio Matsuda         | Nissan VK45DE 4,5 L V8           | D     | 152   |
| 7   | LMGTE Pro | 92 | Porsche Team Manthey  | Marco Holzer Frédéric Makowiecki Richard Lietz        | Porsche 911 RSR (991)            | M     | 147   |
| 7   | LMGTE Pro | 92 | Porsche Team Manthey  | Marco Holzer Frédéric Makowiecki Richard Lietz        | Porsche 4,0 L Flat-6             | M     | 147   |
| 8   | LMGTE Pro | 91 | Porsche Team Manthey  | Patrick Pilet Jörg Bergmeister Nick Tandy             | Porsche 911 RSR (991)            | M     | 147   |
| 8   | LMGTE Pro | 91 | Porsche Team Manthey  | Patrick Pilet Jörg Bergmeister Nick Tandy             | Porsche 4,0 L Flat-6             | M     | 147   |
| 9   | LMGTE Pro | 97 | Aston Martin Racing   | Darren Turner Stefan Mücke                            | Aston Martin V8 Vantage GTE      | M     | 147   |
| 9   | LMGTE Pro | 97 | Aston Martin Racing   | Darren Turner Stefan Mücke                            | Aston Martin 4,5 L V8            | M     | 147   |
| 10  | LMGTE Pro | 51 | AF Corse              | Gianmaria Bruni Toni Vilander                         | Ferrari 458 Italia GT2           | M     | 147   |
| 10  | LMGTE Pro | 51 | AF Corse              | Gianmaria Bruni Toni Vilander                         | Ferrari 4,5 L V8                 | M     | 147   |
| 11  | LMGTE Pro | 71 | AF Corse              | Davide Rigon James Calado                             | Ferrari 458 Italia GT2           | M     | 146   |
| 11  | LMGTE Pro | 71 | AF Corse              | Davide Rigon James Calado                             | Ferrari 4,5 L V8                 | M     | 146   |
| 12  | LMGTE Pro | 52 | RAM Racing            | Matt Griffin Álvaro Parente                           | Ferrari 458 Italia GT2           | M     | 146   |
| 12  | LMGTE Pro | 52 | RAM Racing            | Matt Griffin Álvaro Parente                           | Ferrari 4,5 L V8                 | M     | 146   |
| 13  | LMP2      | 27 | SMP Racing            | Sergey Zlobin Maurizio Mediani Nicolas Minassian      | Oreca 03                         | M     | 145   |
| 13  | LMP2      | 27 | SMP Racing            | Sergey Zlobin Maurizio Mediani Nicolas Minassian      | Nissan VK45DE 4,5 L V8           | M     | 145   |
| 14  | LMGTE Pro | 99 | Aston Martin Racing   | Darryl O'Young Alex MacDowall Fernando Rees           | Aston Martin V8 Vantage GTE      | M     | 144   |
| 14  | LMGTE Pro | 99 | Aston Martin Racing   | Darryl O'Young Alex MacDowall Fernando Rees           | Aston Martin 4,5 L V8            | M     | 144   |
| 15  | LMGTE Am  | 95 | Aston Martin Racing   | David Heinemeier Hansson Kristian Poulsen Nicki Thiim | Aston Martin V8 Vantage GTE      | M     | 144   |
| 15  | LMGTE Am  | 95 | Aston Martin Racing   | David Heinemeier Hansson Kristian Poulsen Nicki Thiim | Aston Martin 4,5 L V8            | M     | 144   |
| 16  | LMGTE Am  | 98 | Aston Martin Racing   | Paul Dalla Lana Pedro Lamy Christoffer Nygaard        | Aston Martin V8 Vantage GTE      | M     | 144   |
| 16  | LMGTE Am  | 98 | Aston Martin Racing   | Paul Dalla Lana Pedro Lamy Christoffer Nygaard        | Aston Martin 4,5 L V8            | M     | 144   |
| 17  | LMGTE Am  | 81 | AF Corse              | Stephen Wyatt Michele Rugolo Sam Bird                 | Ferrari 458 Italia GT2           | M     | 143   |
| 17  | LMGTE Am  | 81 | AF Corse              | Stephen Wyatt Michele Rugolo Sam Bird                 | Ferrari 4,5 L V8                 | M     | 143   |
| 18  | LMGTE Am  | 88 | Proton Competition    | Christian Ried Klaus Bachler Khaled Al Qubaisi        | Porsche 911 RSR (991)            | M     | 142   |
| 18  | LMGTE Am  | 88 | Proton Competition    | Christian Ried Klaus Bachler Khaled Al Qubaisi        | Porsche 4,0 L Flat-6             | M     | 142   |
| 19  | LMGTE Am  | 53 | RAM Racing            | Johnny Mowlem Ben Collins Mark Patterson              | Ferrari 458 Italia GT2           | M     | 141   |
| 19  | LMGTE Am  | 53 | RAM Racing            | Johnny Mowlem Ben Collins Mark Patterson              | Ferrari 4,5 L V8                 | M     | 141   |
| 20  | LMGTE Am  | 61 | AF Corse              | Luís Pérez Companc Marco Cioci Mirko Venturi          | Ferrari 458 Italia GT2           | M     | 141   |
| 20  | LMGTE Am  | 61 | AF Corse              | Luís Pérez Companc Marco Cioci Mirko Venturi          | Ferrari 4,5 L V8                 | M     | 141   |
| DNF | LMGTE Am  | 90 | 8Star Motorsports     | Enzo Potolicchio Paolo Ruberti Gianluca Roda          | Ferrari 458 Italia GT2           | M     | 118   |
| DNF | LMGTE Am  | 90 | 8Star Motorsports     | Enzo Potolicchio Paolo Ruberti Gianluca Roda          | Ferrari 4,5 L V8                 | M     | 118   |
| DNF | LMP1-H    | 2  | Audi Sport Team Joest | André Lotterer Marcel Fässler Benoît Tréluyer         | Audi R18 e-tron quattro          | M     | 94    |
| DNF | LMP1-H    | 2  | Audi Sport Team Joest | André Lotterer Marcel Fässler Benoît Tréluyer         | Audi TDI 4,0 L Turbo V6 (Diesel) | M     | 94    |
| DNF | LMGTE Am  | 75 | Prospeed Competition  | François Perrodo Matthieu Vaxivière Emmanuel Collard  | Porsche 911 GT3 RSR (997)        | M     | 83    |
| DNF | LMGTE Am  | 75 | Prospeed Competition  | François Perrodo Matthieu Vaxivière Emmanuel Collard  | Porsche 4,0 L Flat-6             | M     | 83    |
| DNF | LMP2      | 37 | SMP Racing            | Kirill Ladygin Anton Ladygin Viktor Shaitar           | Oreca 03                         | M     | 65    |
| DNF | LMP2      | 37 | SMP Racing            | Kirill Ladygin Anton Ladygin Viktor Shaitar           | Nissan VK45DE 4,5 L V8           | M     | 65    |
| DNF | LMP1-H    | 14 | Porsche Team          | Marc Lieb Romain Dumas Neel Jani                      | Porsche 919 Hybrid               | M     | 30    |
| DNF | LMP1-H    | 14 | Porsche Team          | Marc Lieb Romain Dumas Neel Jani                      | Porsche 2,0 L Turbo V4           | M     | 30    |
| DNF | LMP1-L    | 13 | Rebellion Racing      | Dominik Kraihamer Andrea Belicchi Fabio Leimer        | Lola B12/60                      | M     | 24    |
| DNF | LMP1-L    | 13 | Rebellion Racing      | Dominik Kraihamer Andrea Belicchi Fabio Leimer        | Toyota RV8KLM 3,4 L V8           | M     | 24    |
| DNF | LMP1-H    | 1  | Audi Sport Team Joest | Tom Kristensen Loïc Duval Lucas di Grassi             | Audi R18 e-tron quattro          | M     | 24    |
| DNF | LMP1-H    | 1  | Audi Sport Team Joest | Tom Kristensen Loïc Duval Lucas di Grassi             | Audi TDI 4,0 L Turbo V6 (Diesel) | M     | 24    |

## Faits marquants
Cette édition a été interrompue avec 25 minutes d'avance, à cause de fortes précipitations.